# Colton, Kalifornien
Colton är en stad (city) i San Bernardino County, i delstaten Kalifornien, USA. Enligt United States Census Bureau har staden en folkmängd på 52 940 invånare (2011) och en landarea på 39,7 km².